# エムレ・ベロゾール
エムレ・ベロゾール（Emre Belözoğlu, 1980年9月7日 - ）は、トルコ・イスタンブール出身の元同国代表サッカー選手、現サッカー指導者。現役時代のポジションはミッドフィールダー。

## クラブ経歴

### キャリア初期
元サッカー選手であった父メフメトに連れられ、ゼイティンブルヌスポルに加入する。母親は夫がサッカー選手として大成できなかったことを間近で見ていたこともあり息子をサッカー選手にしたいとは考えていなかったが、左足から繰り出す素晴らしいテクニックはゼイティンブルヌスポルのサポーターを魅了した。当時のコーチはその才能を見抜き、その後4年間で基礎技術やフィジカル面などあらゆる特別な練習を課した。当時のガラタサライSKの監督であったファティ・テリムの友人であり同じく元選手のビュレント・ウンデルに才能を見出され、ガラタサライ加入時には「2年もあればこの若者は、ヨーロッパの舞台で活躍するようになっているに違いない」とコメントを残している。

### ガラタサライ
1996年にガラタサライSKで当時16歳でデビューを果たしプロキャリアをスタート。1999-00シーズンにはリーグ・カップ・UEFAカップのトレブルを経験（UEFAカップ決勝は出場停止のため不出場）。ガラタサライを退団する21歳までに、国内リーグ4回、国内カップ2回、UEFAカップ、UEFAスーパーカップ各1回の計8回のタイトルを獲得した。UEFAチャンピオンズリーグベスト8にも進出するなど若くして名声を得た一方で、その攻撃的な振る舞いから批判を浴びることも少なくなかった。

### インテル
ACミラン、レアル・マドリードなどのビッグクラブからの誘いがあった中、2001-02シーズンよりセリエAのFCインテルナツィオナーレ・ミラノへフリートランスファーで同僚のオカン・ブルクと共に加入。移籍初年度は14試合の出場だったが、その才能は早くも認められた。
2002 FIFAワールドカップでの活躍を受けた2002-03シーズンは大きく飛躍し、レジスタのレギュラーポジションを掴む。チームにとって不可欠な選手へと成長し、シーズン終了後にはサポーターからシーズンのMVPに選出された。このシーズン、0-3から3点差を追い付いたSSラツィオ戦で挙げた2ゴールはインテリスタの語り草となっている。
2003-04シーズンは主に左サイドハーフやボランチとして出場機会を得るも、故障の影響もあり前年ほどのインパクトは残せなかった。
2004-05シーズンよりロベルト・マンチーニ監督が就任。シーズン序盤から度重なる故障に苦しんだ上に、マンチーニの戦術的意向やポジション争いの激化により出場機会が減少した。

### ニューカッスル

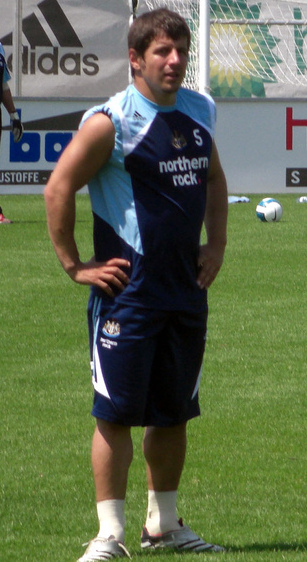
ニューカッスル時代（2007年）

前年のシーズン終了前からマンチーニとの関係悪化もあり移籍は確実視され、インテルのライバルクラブであるACミランをはじめ、マンチェスター・ユナイテッドFC、アーセナルFC、エヴァートンFCなどのクラブがオファーしたと言われる中、プレミアリーグのニューカッスル・ユナイテッドFCへ移籍。ガラタサライのユース時代にトップチームの監督を務めていたグレアム・スーネスが率いるクラブへ移籍金380万ポンドで加入し5年契約を締結した。
加入1年目の序盤はデビュー直後に肉離れで戦線離脱した影響もあり環境に馴染めず苦戦したが、最大のライバルであるサンダーランドAFC戦で直接フリーキックでのゴールを挙げたことをはじめ20試合に出場し2得点を挙げた。
翌年もチームの司令塔としてポジションを獲得したが、このシーズンも怪我が重なり出場試合数は24試合に留まった。
2007-08シーズンは、サム・アラダイス監督の中盤を省略しロングボールを多用する戦術の都合で出場機会が減少し、ケヴィン・キーガン監督が就任した1月以降は負傷の影響で殆ど出場できなかった。ニューカッスル時代のプレーを振り返ると、時折高度な技術も見せたものの、チームの不調もあり本来のパフォーマンスを見せたとは言い難かった。

### フェネルバフチェ
2008-09シーズンからは母国の強豪フェネルバフチェSKへの移籍が決定した。古巣ガラタサライSKの最大のライバルであるため、両クラブのサポーターの間で物議を醸した。シーズン序盤は左右両サイドのアタッカーとして、中盤以降はボランチの一角として25試合に出場した。しかし序盤は負傷を繰り返すなどなかなか体調が整わず、クラブもリーグ4位に終わった。
2009-10シーズンはセンターハーフとして前年よりも攻撃への積極参加を見せた。またこのシーズンより副キャプテンに就任し、アレックス欠場時はキャプテンを務めるようになった。このシーズンは前年やニューカッスル時代に比べるとコンディションが改善し、シーズン終了後にスュペル・リグ最優秀選手に選出される。
2010-11シーズンはセンターハーフの一角として移籍後最多となる27試合に出場し、クラブのリーグ優勝に貢献。翌シーズンは負傷により序盤は出遅れたものの、フェネルバフチェ移籍後最多の6ゴール（うち1ゴールはこの年限りで導入されたプレーオフでの得点）を記録した。

### アトレティコ・マドリード
2012年夏にフェネルバフチェとの契約が満了し、アトレティコ・マドリードと2年契約を締結した。主にUEFAヨーロッパリーグで先発出場の機会があったものの、リーグ戦では満足な出場機会が得られず半年でスペインを去る。

### フェネルバフチェ復帰
2013年1月31日、フェネルバフチェへの復帰が決定した。移籍金は35万ユーロで、契約期間は2年半。キャプテンに任命されセンターハーフの一角を担うも負傷離脱し、シーズン終盤に復帰したがクラブはガラタサライの後塵を拝しリーグ2位でシーズンを終了した。ヨーロッパリーグではベスト4に進出したが、アトレティコで同大会に出場していたためフェネルバフチェの選手として出場することはできなかった。
引き続きキャプテンを務めた2013-14シーズンは開幕直後から怪我を繰り返し、前半戦の出場は6試合に留まった。しかし後半戦に復帰すると自身最多タイとなるシーズン6ゴール（うち4ゴールがPK）を挙げ、2010-11シーズン以来のリーグ優勝に貢献した。
2014-15シーズンは26試合（先発出場23試合）に出場し、前年と同じく6ゴールを記録。結果的にクラブはリーグ2位に終わったものの、ライバル・ガラタサライを勝ち点差3で追っていた第32節のメルスィン・イドマン・ユルドゥ戦では後半アディショナルタイムに優勝の望みを繋ぐミドルシュートを決めるなど、要所で存在感を示した。シーズン終了後の2015年6月27日、契約満了による退団が発表された。

### イスタンブール・バシャクシェヒル
国内外の複数クラブからオファーを受ける中で国内移籍を望み、2015-16シーズンより2年契約でイスタンブール・バシャクシェヒルFKへの加入が発表された。加入1年目のシーズンから主将としてチームを牽引し、リーグ4位で欧州カップ戦への出場権獲得に貢献。
2年目となった2016-17シーズンは背番号を長らく愛用してきた5に変更。前年に続き好調を維持するチームの中心として活躍し、ウインターブレイク前を無敗（10勝6分）で乗り切り首位で折り返す。後半戦でベシクタシュに逆転されるものの、クラブは史上最高位となる2位となり、クラブ史上初のUEFAチャンピオンズリーグ出場権を獲得。自身も27試合に出場し4得点8アシストと活躍し、チームの躍進を支えた。
加入3年目の2017-18シーズンも主将としてリーグ戦27試合に出場。最終節まで優勝を争ったがリーグ3位に終わり、2年連続で寸前で優勝を逃した。
2018-19シーズン前には当季限りでの引退を検討していることを明言したが、クラブは終盤に失速しガラタサライの猛追を受ける。勝者が優勝となる第33節の首位ガラタサライとの直接対決で先発出場しチームも先制するが、前半37分に負傷交代となる。その後逆転負けを喫し、3年連続で目前で優勝を逃した。

### 3度目のフェネルバフチェ復帰
2019年7月2日、前年限りでの引退を撤回しフェネルバフチェへ1年契約で復帰。2020年7月7日のゲンチレルビルリイSKで同点弾を挙げ、リーグ史上初めて4年代でゴールを記録した。シーズン終了後、現役引退を表明した。

## 代表経歴

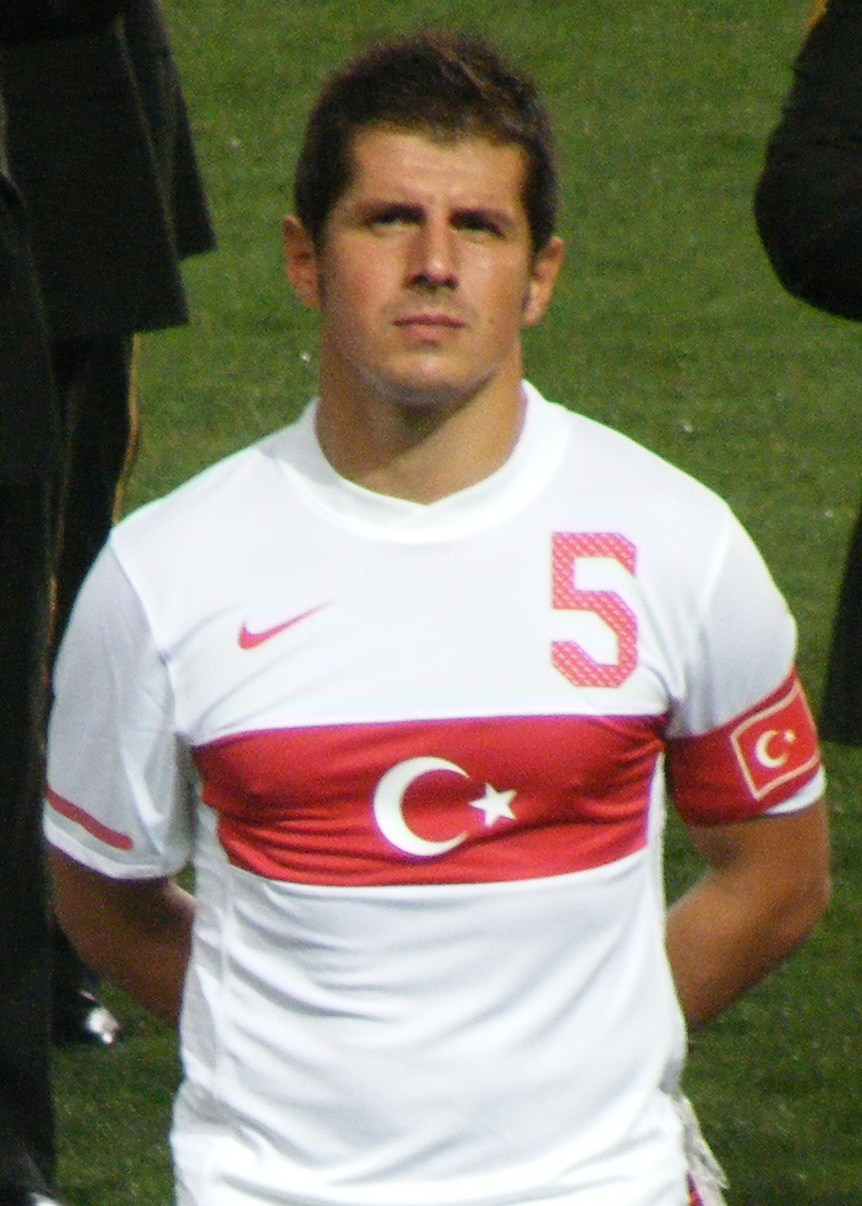
親善試合・ルーマニア戦（2010年）

2000年のノルウェー戦において、19歳5か月でトルコ代表デビュー。
負傷の影響もありEURO2000には招集されなかったが、2002 FIFAワールドカップでは6試合出場し1ゴールを挙げ、チームの同大会3位という快挙に大きく貢献した。決勝トーナメント1回戦で対戦した日本戦は、出場停止のため欠場している。
2005年に行われたドイツW杯予選プレーオフのスイス戦では、アウェーの1stレグを出場停止で欠場しチームも0-2で敗戦。ホームでの2ndレグに出場し1アシストを記録するなど4-2の勝利に貢献するも、アウェーゴールの差で敗退となった。この試合後に相手選手とトラブルを起こし、代表での公式戦6試合出場停止の処分を受けている。
EURO2008予選・ノルウェー戦でゴールを挙げるなど、チームの本大会出場に貢献。主将として出場した本大会でチームはベスト4と躍進したが、自身は負傷のため初戦のポルトガル戦のみの出場となった。
2007年から2019年まで、自身の先発する試合ではキャプテンを務める。2019年9月7日のアンドラ戦で代表通算100試合出場を達成した。

## 指導者経歴
現役引退後はフェネルバフチェSKのスポーティングディレクターに就任。2021年3月25日からはトップチームを暫定的に率いている。

## 個人成績
2019年7月21日現在
| クラブ           | シーズン | ディビジョン   | 背番号 | リーグ | リーグ | カップ | カップ | 欧州カップ | 欧州カップ | 通算 | 通算 |
| クラブ           | シーズン | ディビジョン   | 背番号 | 出場   | 得点   | 出場   | 得点   | 出場       | 得点       | 出場 | 得点 |
| ---------------- | -------- | -------------- | ------ | ------ | ------ | ------ | ------ | ---------- | ---------- | ---- | ---- |
| ガラタサライ     | 1996-97  | スュペル・リグ |        | 1      | 0      | 0      | 0      | 0          | 0          | 1    | 0    |
| ガラタサライ     | 1997-98  | スュペル・リグ |        | 24     | 2      | 9      | 0      | 2          | 0          | 35   | 2    |
| ガラタサライ     | 1998-99  | スュペル・リグ |        | 27     | 2      | 6      | 2      | 2          | 0          | 35   | 4    |
| ガラタサライ     | 1999-00  | スュペル・リグ |        | 24     | 5      | 4      | 0      | 13         | 1          | 41   | 6    |
| ガラタサライ     | 2000-01  | スュペル・リグ |        | 27     | 4      | 3      | 5      | 11         | 0          | 41   | 9    |
| ガラタサライ     | 合計     | 合計           | 合計   | 103    | 13     | 22     | 7      | 27         | 1          | 153  | 21   |
| インテル         | 2001-02  | セリエA        | 33     | 14     | 0      | 1      | 0      | 6          | 0          | 20   | 0    |
| インテル         | 2002-03  | セリエA        | 5      | 25     | 3      | 0      | 0      | 12         | 1          | 37   | 4    |
| インテル         | 2003-04  | セリエA        | 5      | 21     | 0      | 3      | 0      | 6          | 0          | 30   | 0    |
| インテル         | 2004-05  | セリエA        | 5      | 19     | 0      | 2      | 1      | 6          | 0          | 27   | 1    |
| インテル         | 合計     | 合計           | 合計   | 79     | 3      | 6      | 1      | 30         | 1          | 115  | 5    |
| ニューカッスル   | 2005-06  | プレミア       | 5      | 20     | 2      | 4      | 0      | 1          | 0          | 25   | 2    |
| ニューカッスル   | 2006-07  | プレミア       | 5      | 24     | 2      | 2      | 0      | 12         | 1          | 38   | 3    |
| ニューカッスル   | 2007-08  | プレミア       | 5      | 14     | 1      | 3      | 0      | -          | -          | 17   | 1    |
| ニューカッスル   | 合計     | 合計           | 合計   | 58     | 5      | 11     | 0      | 13         | 1          | 80   | 6    |
| フェネルバフチェ | 2008-09  | スュペル・リグ | 5      | 25     | 1      | 6      | 0      | 9          | 1          | 40   | 2    |
| フェネルバフチェ | 2009-10  | スュペル・リグ | 5      | 25     | 1      | 7      | 0      | 8          | 1          | 40   | 2    |
| フェネルバフチェ | 2010-11  | スュペル・リグ | 5      | 27     | 3      | 1      | 0      | 4          | 2          | 32   | 5    |
| フェネルバフチェ | 2011-12  | スュペル・リグ | 5      | 26     | 6      | 2      | 0      | -          | -          | 28   | 6    |
| フェネルバフチェ | 合計     | 合計           | 合計   | 103    | 12     | 16     | 0      | 21         | 4          | 140  | 15   |
| アトレティコ     | 2012-13  | ラ・リーガ     | 21     | 7      | 0      | 3      | 0      | 7          | 1          | 17   | 1    |
| アトレティコ     | 合計     | 合計           | 合計   | 7      | 0      | 3      | 0      | 6          | 1          | 17   | 1    |
| フェネルバフチェ | 2012-13  | スュペル・リグ | 25     | 10     | 2      | 1      | 0      | 0          | 0          | 11   | 2    |
| フェネルバフチェ | 2013-14  | スュペル・リグ | 25     | 20     | 6      | 1      | 0      | 2          | 0          | 23   | 6    |
| フェネルバフチェ | 2014-15  | スュペル・リグ | 20     | 26     | 6      | 1      | 0      | -          | -          | 27   | 6    |
| フェネルバフチェ | 合計     | 合計           | 合計   | 56     | 14     | 3      | 0      | 2          | 0          | 61   | 14   |
| バシャクシェヒル | 2015-16  | スュペル・リグ | 25     | 26     | 3      | 2      | 0      | 2          | 0          | 28   | 3    |
| バシャクシェヒル | 2016-17  | スュペル・リグ | 5      | 27     | 4      | 5      | 1      | 4          | 1          | 36   | 7    |
| バシャクシェヒル | 2017-18  | スュペル・リグ | 5      | 27     | 3      | 1      | 0      | 7          | 2          | 35   | 5    |
| バシャクシェヒル | 2018-19  | スュペル・リグ | 5      | 24     | 1      | 1      | 0      | 2          | 0          | 27   | 1    |
|                  | 合計     | 合計           | 合計   | 104    | 11     | 9      | 1      | 15         | 3          | 128  | 15   |
| フェネルバフチェ | 2019-20  | スュペル・リグ | 5      |        |        |        |        |            |            |      |      |
| 通算             | 通算     | 通算           | 通算   | 510    | 58     | 70     | 9      | 114        | 11         | 704  | 78   |

## 代表歴

### 出場大会
- トルコ代表
  - 2002 FIFAワールドカップ

### 試合数
- 国際Aマッチ 101試合 9得点（2000年-2019年）[13]

| トルコ代表 | 国際Aマッチ | 国際Aマッチ |
| 年         | 出場        | 得点        |
| ---------- | ----------- | ----------- |
| 2000       | 4           | 1           |
| 2001       | 5           | 0           |
| 2002       | 13          | 2           |
| 2003       | 7           | 0           |
| 2004       | 7           | 0           |
| 2005       | 7           | 0           |
| 2006       | 1           | 0           |
| 2007       | 8           | 1           |
| 2008       | 7           | 1           |
| 2009       | 6           | 1           |
| 2010       | 9           | 1           |
| 2011       | 6           | 1           |
| 2012       | 9           | 1           |
| 2013       | 2           | 0           |
| 2014       | 2           | 0           |
| 2015       | 0           | 0           |
| 2016       | 0           | 0           |
| 2017       | 2           | 0           |
| 2018       | 0           | 0           |
| 2019       | 6           | 0           |
| 通算       | 101         | 9           |

### 得点
| #  | 日付           | 場所           | 相手                     | 結果 | 大会                                    |
| -- | -------------- | -------------- | ------------------------ | ---- | --------------------------------------- |
| 1. | 2000年9月2日   | イスタンブール | モルドバ                 | 2-0  | 2002 FIFAワールドカップ・予選           |
| 2. | 2002年6月9日   | インチョン     | コスタリカ               | 1-1  | 2002 FIFAワールドカップ                 |
| 3. | 2002年11月20日 | ペスカーラ     | イタリア                 | 1-1  | 親善試合                                |
| 4. | 2007年11月17日 | オスロ         | ノルウェー               | 2-1  | UEFA EURO 2008予選                      |
| 5. | 2008年9月10日  | イスタンブール | ベルギー                 | 1-1  | 2010 FIFAワールドカップ・ヨーロッパ予選 |
| 6. | 2009年9月9日   | サラエヴォ     | ボスニア・ヘルツェゴビナ | 1-1  | 2010 FIFAワールドカップ・ヨーロッパ予選 |
| 7. | 2010年8月11日  | イスタンブール | ルーマニア               | 2-0  | 親善試合                                |
| 8. | 2011年8月10日  | イスタンブール | エストニア               | 3-0  | 親善試合                                |
| 9. | 2012年9月11日  | イスタンブール | エストニア               | 3-0  | 2014 FIFAワールドカップ・ヨーロッパ予選 |

## タイトル
クラブ
ガラタサライ
- スュペル・リグ : 1996-97, 1997-98, 1998-99, 1999-2000
- テュルキエ・クパス : 1998-99, 1999-2000
- トルコ・スーパーカップ : 1997
- UEFAカップ : 1999-2000
- UEFAスーパーカップ : 2000

インテル・ミラノ
- コッパ・イタリア : 2004-05

ニューカッスル・ユナイテッド
- UEFAインタートトカップ:  2005-06

フェネルバフチェ
- スュペル・リグ : 2010-11, 2013-14
- テュルキエ・クパス : 2011-12, 2012-13
- トルコ・スーパーカップ : 2009, 2014

アトレティコ・マドリード
- UEFAスーパーカップ : 2012

個人
- FIFA 100
- 2002-03 Pirata d'Oro (インテル・ミラノシーズン最優秀選手賞)
- 2009-10 スュペル・リグ最優秀選手賞